# حملات انتحاری اوت ۲۰۱۷ نیجریه
حملات انتحاری اوت ۲۰۱۷ نیجریه به یک بازار و ورودی اردوگاه پناهجویان در شمال شرقی نیجریه در ۱۵ اوت دست‌کم ۲۷ نفر کشته و ده‌ها زخمی برجای گذاشت. احتمال می‌رود عوامل این حملات شبه‌نظامیان گروه تروریستی بوکوحرام باشند.

## جزئیات حمله
حمله اولیه توسط یک عامل انتحاری به یک بازار در شمال شرقی نیجریه انجام شد که طی آن ۲۷ نفر کشته شدند. همچنین ۸۰ تن زخمی شدند. مقامات محلی گفتند پس از این که نفر اول جلیقه انفجاری خود را منفجر کرده و مردم سراسیمه در حال فرار بودند دو انفجار انتحاری دیگر در همین منطقه مقابل در ورودی اردوگاه پناهجویان روی داد که ده‌ها مجروح بر جای گذاشت.
به گفته مقامات گفته می‌شود این حملات انتحاری توسط سه زن انجام شده‌است.
منطقه مورد حمله در نزدیکی مایدوگوری مرکز ایالت بورنو در شمال شرقی نیجریه در محل فعالیت گروه افراط گرای بوکوحرام است.

## پیشینه
از سال ۲۰۰۹ که گروه شبه نظامی بوکوحرام قدرت گرفت و برای ایجاد یک دولت اسلامی در نیجریه می‌جنگد. بیش از ۲۰ هزار نفر در نیجریه کشته شدند. تعداد زیادی زن و دختربچه نیز توسط این گروه به اسارت درآمدند.
- در اوایل اوت ۲۰۱۷ نیز در پی دو حمله شبه نظامیان بوکوحرام بیش از سی نفر کشته شدند.
- در آوریل ۲۰۱۴ نیز گروه بوکوحرام بیش از ۲۰۰ دانش آموز دختر نیجریایی را در شمال غرب نیجریه ربود.[۱][۲]

براساس گزارش منتشر شده ایالات متحده آمریکا دربارهٔ تروریسم در سال ۲۰۱۶ بوکوحرام اولین گروه شورشی در تاریخ است که بیشتر از زنان برای حملات انتحاری استفاده می‌کند.